# نهر ألدان
نهر ألدان (بالروسية: Алдан)‏ هو نهر في روسيا، وهو ثاني أطول روافد نهر لينا في جمهورية ساخا في شرق سيبيريا. يبلغ طول النهر حوالي 2273 كم، منها حوالي 1600 كم صالحة للملاحة. كان النهر جزءًا من الطريق المائي إلى أوخوتسك. في عام 1639 صعد إيفان موسكفتين نهري ألدان ومايا وعبر إلى نهر أوليا للوصول إلى بحر أوخوتسك. يتجمد النهر لمدة سبعة أشهر في العام، لكن عند ذوبان الثلوج تحدث فيضانات في شهري أغسطس وسبتمبر.

## الجغرافيا
يمر النهر في جبال ستانوفوي في جنوب غرب نريونغري، ثم إلى الشمال الشرقي ليمر بمدينة ألدان ومن خلال توموت، وأوست-مايا، وإلديكان وخانديجا قبل أن يتحول إلى الشمال الغربي والانضمام إلى نهر لينا قرب باتاماي.

## روافد النهر
الروافد الرئيسية للنهر هي نهر أمجا ونهر Uchur ونهر مايا. يشتهر حوض النهر بالذهب والحفريات التي تعود إلى العصر الكامبري.

## حالة النهر خلال العام
عندما يذوب الجليد يرتفع منسوب المياه في النهر من شهر مايو إلى شهريوليو، حيث يرتفع مستوى المياه بمقدار 7-10 مترًا، ويصل معدل تدفق النهر إلى 30-48 ألف متر مكعب/ثانية. وتحدث فيضانات في شهري أغسطس وسبتمبر. بينما يكون التفريغ الشتوي صغير (4٪ سنويًا)، في الفترة من شهر فبراير إلى شهر أبريل، وعادة لا يتجاوز 230-300 متر مكعب/ثانية. يستمر النهر متجمدًا لمدة سبعة أشهر، ويبدأ التجمد في أواخر شهر أكتوبر، حتى مايو. التركيب الكيميائي لمياه النهر يوضح وجود الأملاح الذائبة التي تصل إلى 0.3 جم/لتر (في المياه المنخفضة في الشتاء).
يبلغ التدفق السنوي للنهر حوالي 159.5 كيلومتر مكعب (أي أكثر من 30٪ من تدفق نهر لينا). تقديرات متوسط التدفق السنوي للمياه عند المصب في مصادر مختلفة تختلف عن بعضها البعض وعادة ما يشار إليها في حدود 5000-5200 متر مكعب / ثانية. من خلال القياسات لمدة 58 عامًا وتسجيل الملاحظات في محطة Verkhoyansk Perevoz الهيدرولوجية، على بعد 151 كم من التقاء النهر مع نهر لينا، كان متوسط تصريف المياه السنوي 5,245.85 متر مكعب / ثانية أو عند المصب 54494.58 متر مكعب / ثانية.